# 名古屋市体育館
名古屋市体育館（なごやしたいいくかん）は、愛知県名古屋市熱田区六野2丁目5番3号にある市営のスポーツ施設である。

## 概要
神宮東公園の敷地内に位置し、名古屋市熱田プールが隣接している。

## 沿革
- 1969年（昭和44年）6月オープン。

## 施設

### 競技場
観客席：908席
- バレーボール（6人制…3面）
- バレーボール（9人制…2面）
- バドミントン…8面
- インディアカ…8面
- ハンドボール…1面
- 卓球…24面
- バスケットボール…2面
- テニス…2面
- その他、フットサル、剣道、空手、軽スポーツなど

### 会議室
- 会議室（定員30名）

### 駐車場
- 47台

## 所在地
- 愛知県名古屋市熱田区六野2丁目5番3号

## 周辺施設

### 郵便局
- 名古屋三本松郵便局
- 名古屋神宮郵便局

### 施設
- 新神宮東中日ハウジングセンター
- ファインセラミックスセンター
- イオンモール熱田

### 教育
- 名古屋市立南特別支援学校
- 神宮東保育園

### 公園
- 神宮東公園

## 交通アクセス

### 鉄道
地下鉄
- 名古屋市営地下鉄名城線：西高蔵駅下車1番出口より徒歩で約15分。

JR
- 東海道本線：熱田駅下車、徒歩で約10分。

名鉄
- 名鉄名古屋本線：神宮前駅下車、徒歩で約13分。

### バス
市バス
- 「熱田プール」下車、徒歩ですぐ。
  - 金山15：金山 ⇔ 瑞穂運動場東
- 「雁道」下車、徒歩で約7分。
  - 基幹1：栄 ⇔ 鳴尾車庫、星崎、笠寺駅